# Клычева, Огульбайрам
Огульбайрам Клычева (1917 год, Асхабадский уезд, Закаспийская область, Туркестанский край — дата смерти неизвестна, Кизыл-Арватский район, Туркменская ССР) — доярка колхоза «Ленинизм» Кизыл-Арватского района Чарджоуской области, Туркменская ССР. Герой Социалистического Труда (1971).

## Биография
Родилась в 1917 году в крестьянской семье в одном из сельских населённых пунктов Асхабадского уезда Закаспийской области (территория современного Гызыларбатского этрапа).
Окончила местную начальную школу. Трудилась в сельском хозяйстве. С 1953 года — доярка колхоза «Ленинизм» Кизыл-Арватского района.
В годы Восьмой пятилетки (1966—1970) ежегодно получала в среднем по 2949 килограмм молока от каждой коровы. В 1970 году получила в среднем от каждой коровы по 3607 килограмм молока. Досрочно выполнила личные социалистические обязательства и производственные задания Восьмой пятилетки по надою молока. 8 апреля 1971 года Указом Президиума Верховного Совета СССР удостоена звания Героя Социалистического Труда «за выдающиеся успехи, достигнутые в развитии сельскохозяйственного производства и выполнении пятилетнего плана продажи государству продуктов земледелия и животноводства» с вручением ордена Ленина и золотой медали Серп и Молот (№ 15341).
Проживала в Кизыл-Арватском районе. Дата смерти не установлена.
Награды
- Герой Социалистического Труда
- Орден Ленина
- Орден Трудового Красного Знамени (16.03.1965)